# ألكسندر رضوان
ألكسندر رضوان (بالألمانية: Alexander Radwan) (و. 1964  م) هو سياسي، ومحامي ألماني، ولد في ميونخ، هو عضوٌ الاتحاد الاجتماعي المسيحي، شارك في الانتخابات الرئاسية الألمانية 2017، ترشح في الانتخابات الفدرالية الألمانية 2013، وحصل على 54.1 نسبة مئويةمن الأصوات، والانتخابات الفيدرالية الألمانية 2017.

## مناصب
تولى منصب عضو في البوندستاغ الألماني (منذ 24 أكتوبر 2017)
- عضو في البوندستاغ الألماني (22 أكتوبر 2013–24 أكتوبر 2017)[9]
- عضو البرلمان الأوروبي (20 يوليو 2004–2 ديسمبر 2008)[10]
- عضو البرلمان الأوروبي (20 يوليو 1999–19 يوليو 2004)[10]
- عضو مجلس الشورى الموحد لبافاريا